# Beaulieu-sur-Mer

Beaulieu-sur-Mer este o comună în departamentul Alpes-Maritimes din sud-estul Franței. În 1 ianuarie 2022 avea o populație de 3.835 de locuitori.